# GOLDEN☆BEST 天地真理
『GOLDEN☆BEST 天地真理』（ゴールデン ベスト あまちまり）は、天地真理のベスト・アルバム。2013年4月17日発売。発売元はソニー・ミュージックダイレクト。規格品番はMHCL-2256。

## 解説
1971年10月1日にシングルレコード「水色の恋」（SONA-86200）でレコード・デビューを果たした天地真理のベスト・アルバムで、様々なレコード会社が参加してシリーズ化している“ゴールデン☆ベスト”シリーズの1枚。CD規格はCD-DA。
天地真理の同シリーズは、2002年にシングルA面曲を網羅した2枚組『GOLDEN☆BEST 天地真理 コンプリート・シングル・コレクション・アンド・モア』が発売されていたが、1枚仕様は本作が初めてである。
収録曲の内訳は、1971年から1983年までに公式発売されたシングルA面曲から選ばれた18曲、スタジオ・アルバム収録曲から選ばれた「恋は水色」「涙から明日へ」（ともに1971年、『水色の恋／涙から明日へ』収録）、「レイン・ステイション」（1975年、『小さな人生』収録）、「童話作家」（1976年、『童話作家』収録）の4曲、ボーナス・トラックとして、1972年から1975年の間に放送された自身の冠番組『真理ちゃんシリーズ』のテーマ・ソング5曲を加えた全27曲である。
オールカラーの歌詞ブックレットには、過去にシングルやアルバムのディスクジャケットで使用された写真の別カット写真が多く収められている。また、歌詞ごとの楽曲タイトルはディスクジャケットに表記された書体や文体が主にそのまま流用された。巻末には、天地真理本人へのインタビューが語り口調で書き下ろされたライナーノーツを4ページ半に渡り掲載している。
本アルバム発売の1週間前となる同年4月10日には、スタジオ・アルバム『水色の恋／涙から明日へ』（1971年発売）と『ちいさな恋／ひとりじゃないの』（1972年発売）が、高品質とされるBlu-spec CD2のCD規格で復刻発売された。

## 収録曲
特記以外　作詞:山上路夫 作曲:森田公一 編曲:竜崎孝路
1. 水色の恋（3:01）[3]
  - 作詞:田上えり・PESCE CARLOS
  - 作曲:田上みどり・LATASA FELICIANO 編曲:森岡賢一郎
2. 恋は水色（3:29）
  - 作詞:Pierre Cour 日本語詞:漣健児
  - 作曲:Andre Popp 編曲:馬飼野俊一
3. 涙から明日へ（2:51）
  - 作詞:小谷夏 作曲:山下毅雄 編曲:馬飼野俊一
4. ちいさな恋（3:25）
  - 作詞:安井かずみ 作曲:浜口庫之助 編曲:馬飼野俊一
5. ひとりじゃないの（3:34）
  - 作詞:小谷夏 編曲:馬飼野俊一
6. 虹をわたって（3:07）
  - 編曲:馬飼野俊一
7. ふたりの日曜日（3:12）
  - 作曲:平尾昌晃
8. 若葉のささやき（3:01）
9. 恋する夏の日（2:58）
  - 編曲:馬飼野俊一
10. 空いっぱいの幸せ（2:56）
11. 恋人たちの港（2:59）
12. 恋と海とTシャツと（2:37）
  - 作詞:安井かずみ
13. 想い出のセレナーデ（3:36）
14. 木枯らしの舗道（3:24）
  - 編曲:穂口雄右
15. 愛のアルバム（3:16）
  - 編曲:森田公一
16. 初めての涙（3:44）
  - 作詞:安井かずみ 作曲:宮川泰 編曲:森岡賢一郎
17. さよならこんにちわ（2:40）
  - 作詞:山口洋子・安井かずみ 作曲・編曲:筒美京平
18. 夕陽のスケッチ（3:20）
  - 作詞:宮中雲子 作曲:筒美京平 編曲:萩田光雄
19. レイン・ステイション（3:31）
  - 作詞:松本隆 作曲:筒美京平 編曲:林哲司
20. 矢車草（3:01）
  - 作詞:岩谷時子 作曲:筒美京平 編曲:森岡賢一郎
21. 愛の渚（2:34）
  - 作詞:岩谷時子 作曲:弾厚作 編曲:森岡賢一郎
22. 童話作家（3:32）
  - 作詞・作曲:さだまさし 編曲:船山基紀
23. 真理ちゃんとデイトのテーマ Edit Version（1:27）[4]
  - 作詞:阿久悠 作曲:小林亜星
24. となりの真理ちゃんのテーマ（1:46）
  - 作詞:福田陽一郎 作曲:宮川泰
25. とび出せ!真理ちゃんのテーマ（1:19）
26. アタック真理ちゃん!のテーマ（あなたたとともに）（1:30）
  - 作詞:阿久悠
27. はばたけ!真理ちゃんのテーマ（新しいともだち）（1:54）
  - 作詞:伊奈洸 作曲:井上忠夫 編曲:森岡賢一郎